# Elósoc
Elósoc es una localidad ubicada en la parte continental de Guinea Ecuatorial perteneciente al municipio de Mongomo.
- Datos: Q110100617